# Isaac Kaliati
Isaac Kaliati (ur. 8 kwietnia 1998 w Blantyre) – piłkarz malawijski grający na pozycji ofensywnego pomocnika. Od 2015 jest zawodnikiem klubu Mighty Wanderers FC.

## Kariera klubowa
Swoją karierę piłkarską Kaliati rozpoczął w klubie Tigers FC, w którym w sezonie 2014 zadebiutował w pierwszej lidze malawijskiej. W 2015 roku przeszedł do Mighty Wanderers FC. W sezonie 2016/2017 był z niego wypożyczony do południowoafrykańskiego Cape Town City FC. Wraz z Mighty Wanderers wywalczył mistrzostwo Malawi w sezonie 2017, dwa wicemistrzostwa w sezonach 2018 i 2019 oraz dwa Puchary Malawi w sezonach 2015 i 2016.

## Kariera reprezentacyjna
W reprezentacji Malawi Kaliati zadebiutował 6 września 2015 w zremisowanym 2:2 meczu kwalifikacji do Pucharu Narodów Afryki 2017 z Eswatini, rozegranym w Lobambie.